# 屏東聖教會
22°41′16″N 120°29′42″E / 22.687864°N 120.495096°E
屏東聖教會開設之起源，是從一位台南聖教會的信徒林玉杯姊妹遷來屏東，她覺得屏東市也需要有聖教會，遂於1953年4月6日起，每週在她的住宅舉行家庭聚會，由當時潮州聖教會王思恩傳道和幾位弟兄負責主領聚會。
後來台灣聖教會於1953年10月8日偕遠東宣教會和台灣聖教會佈道團，由團長威廉遜牧師率領團員，於現今的屏東警察分局，搭起帳幕開始為期一個多月的佈道會，聖靈作工帶領許多人來參加佈道會，並繼續慕道。後因需要，遂於1954年2月1日起，正式租借中華路159號的店鋪，正式設立台灣聖教會屏東佈道會所，開始主日禮拜及週間聚會。
因信徒增加，教勢日益進展，但長期租屋花費甚鉅，遂興起建堂的念頭，遂於1959年11月底成立建堂籌備委員會，積極進行建堂籌備事工，並於1962年1月21日購置青島街33-3號現址，作為建堂用地，同年3月29日搬入新堂聚會迄今，教會也於1966年10月起成為已自立教會。

## 歷任牧者

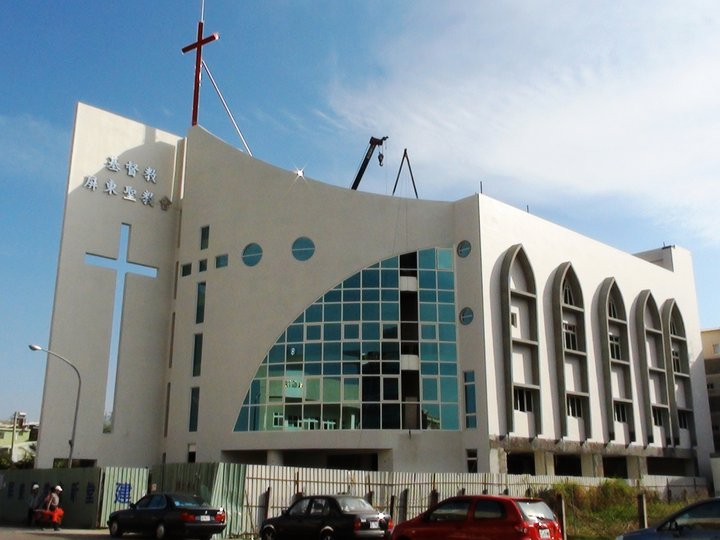
屏東聖教會新堂

| 任別 | 牧者姓名      | 起訖年月          | 備註 |
| ---- | ------------- | ----------------- | ---- |
| 一   | 陳主賜/蔡端明 | 1953.10～1954.08  |      |
| 二   | 鍾永陞        | 1954.07～1954.12  |      |
| 三   | 楊新義        | 1955.07～1955.10  |      |
| 四   | 郭文耀        | 1955.09～1956.06  |      |
| 五   | 蔡登燦        | 1956.07～1956.11  |      |
| 六   | 莊進源        | 1956.12～1957.06  |      |
| 七   | 高耀民        | 1957.07～1958.01  |      |
| 八   | 莊進源        | 1958.01～1966.07  |      |
| 九   | 鄭金凱        | 1966.08～1973.06  |      |
| 十   | 莊進源        | 1973.07～2000.07  |      |
| 十一 | 高淑珠        | 2000.08～2005.09  |      |
| 十二 | 廖偉俐昇      | 2005.10～2006.06  | 兼任 |
| 十三 | 陳光宇        | 2006.07～ 2018.06 |      |
| 十四 | 陳士英        | 2018.07～ 2022.01 |      |
| 十五 | 廖偉俐昇      | 2022.02～ 2022.06 | 兼任 |
| 十六 | 吳正恩        | 2022.06~          |      |